# معركة المعمورة (1515)
معركة المعمورة ( 1515م - 921هــ ) معركة حربية دارت بين جيش الوطاسيين في المغرب ، وبين جيش من الإمبراطورية البرتغالية علي أراضي بلدة المعمورة، وانتهت المعركة بانتصار الوطاسيين وهزيمة الجيش البرتغالي هزيمة نكراء

## سبب التسمية
سميت المعركة بهذا الاسم لأنها وقعت في بلدة المعمورة علي مصب وادي سبو ، والمعمورة حالياً تعرف بمدينة المهدية المغربية ، وعرفت ايضًا في القدم بـ" حلق سبو" ، و" حلق الوادي" وهي مدينة صغيرة أسسها أحد ملوك الموحدين علي مصب نهر سبو ، وذلك لحماية المصب ومنع سفن الأعداء من الدخول إلي النهر، ونظراً لأهمية الموقع الاستراتيجية والتجارية ؛ فقد كان مطمعًا للعديد من الأعداء مثل البرتغال والأسبان .

## ما قبل المعركة
وصل الوطاسيون إلي الحكم في المغرب عام 1472م بعد سقوط بني عمومتهم ، وتسلموا الحكم في دولة تعج بالمشاكل سواء الداخلية أو الخارجية ، وحاول الوطاسيون بكل ما اوتوا من قوة وامكانيات توحيد البلاد ومواجهة الأطماع الخارجية، ولعل أكبر خطر كان يواجه الوطاسين من الداخل هو "الدولة السعدية" .
وفي نفس الوقت وفي عهد الملك "دون مانويل" استغل البرتغاليون الضعف الذي تعانيه المغرب ، وانشغالهم بمواجهة السعديين ، وارادوا السيطرة علي موقع المعمورة الذي أضحي مركزاً تجارياً معروفاً ، فقاموا بانزال بحري قبالة سواحل المعمورة في 24 يوليو 1515م بالقرب من مصب وادي سبو، وقد تكون الأسطول البرتغالي وقتها من (200) سفينة، وحوالي (8000) جندي بالإضافة إلي النبلاء.
وعندما وصل الخبر إلي الوطاسيين جن جنونهم ؛ فاحتلال مصب وادي سبو يعني أن الطريق سيصبح مفتوحاً أمام البرتغاليين للوصول إلي مدينة "فاس" قاعدة حكم بني وطاس، واعتبروا أن هذه المعركة مسألة حياة او موت ، وأنها معركة الكرامة والمصير ؛ حيث أصبحت شرعيتهم علي المحك عند الكثير من المغاربة ، وحتي لا يظهروا بمظهر الضعيف العاجز عن الدفاع عن البلاد ضد أية مطامع خارجية ، قرروا الدخول إلي المعركة مع البرتغاليين.

## أحداث المعركة
عندما وصل الأسطول البرتغالي علي مشارف مصب وادي سبو، تقدمت بعض القطع البحرية وتم احتلال المصب، وشرعوا علي الفور في تشييد حصن منيع لهم عند المصب ؛ فأقاموا الأسس والجدار والأبراج .
وفي المعسكر الآخر، خرج جيش الوطاسين من مدينة فاس بتكليف من السلطان الوطاسي من أجل تحرير المعمورة ومصب الوادي ، وتم استنفار كل من هو قادر علي رفع السلاح وقتها، وكان قوام الجيش الوطاسي حوالي ثلاثة آلاف من الفرسان وثلاثون ألفا من المشاة. بالإضافة إلي امتلاكهم سلاح المدفعية .
وبالفعل وبعد فترة من الزمن وصلت طلائع الجيش الوطاسي إلي المعمورة ، وعسكر الجيش علي بعد (2) ميل من مصب الوادي، ونصبوا مدافعهم في منطقة مطلة علي حلق الوادي ، تعجب البرتغاليون واندهشوا من أمتلاك الوطاسين لهذا السلاح الفتاك ، وشعروا أنهم اذا ما ارادوا النصر علي الوطاسيين فعليهم بنزع هذا السلاح ، وبالفعل حاولوا القيام بعملية خاطفة للاستيلاء علي المدافع الوطاسية وسحبها في اتجاه الحصن، إلا أن الجيش الوطاسي فطن إلي خطتهم، فقام أخو السلطان الأصغر مولاي نصر بمحاصرة البرتغاليين من الشمال، وجاء السلطان وحاصرهم من الضفة الجنوبية لنهر سبو حيث ركز السلطان مدفعيته على السفن البرتغالية بينما كان شقيقه يستهدف الحصن، وفي غضون ساعة أصبح الحصار المغربي كاملا وتم إغلاق طريق الهروب على البرتغاليين، أمر السلطان اثنتي عشرة مدفعية خفيفة بالتحرك مباشرة إلى شاطئ النهر وضغط المغربيون على البرتغاليين بقنابل يدوية متفجرة بالقرب من الخطوط البرتغالية، توقف المغاربة عن إطلاق النار وبدأ البرتغاليون في تفكيك الحصن والبدء في الهروب في قوارب صغيرة،أعطى السلطان إشارة وهاجم جيشه البرتغاليين وهم يهربون، وبحلول نهاية فترة الظهيرة تحولت مياه سبو إلى اللون الأحمر من كثرة الدماء.

## نتائج المعركة
انتهت معركة المعمورة 1515م، بهزيمة ساحقة للجيش البرتغالي ، وتذكر بعض المصادر أن عدد القتلي من الجيش البرتغالي وصل حوالي (4000) قتيل في حين تذكر المصادر المغربية أن عدد القتلي في الجيش البرتغالي أكثر من ذلك بكثير.